# Frank Proschan
Frank Proschan (1921-2003) est un mathématicien et statisticien américain, considéré avec Richard Barlow comme le fondateur de la théorie de la fiabilité moderne. 

## Formation et carrière
Proschan a obtenu son diplôme de premier cycle en mathématiques au City College of New York en 1941 et sa maîtrise en 1948 à l'université George-Washington. De 1941 à 1952, il a travaillé pour le National Bureau of Standards, de Sylvana Electric Products de 1952 à 1960 et de 1960 à 1970 dans les laboratoires de recherche de Boeing. Il a obtenu son doctorat de l'université Stanford en 1959 sous la direction de Herbert Scarf, avec une thèse intitulée Polya-Type Distributions in Renewal Theory, with an Application to an Inventory Problem. Il est professeur de statistique à l'université d'État de Floride depuis 1970 et professeur distingué Robert O. Lawton depuis 1984. En 1992, il est devenu émérite. 
Proschan a été professeur invité à l'université de Californie à Berkeley en 1964/65, à l'université A&M du Texas en 1967 et à l'université Stanford de 1960 à 1970. 

## Prix et distinctions
En 1991, il a reçu le prix de théorie John-von-Neumann avec Richard E. Barlow. En 1982, il reçoit le prix Samuel-Wilks de l'American Statistical Association. Il est membre de l'Institut de statistique mathématique et de la Société américaine de statistique. 

## Publications
- avec Richard E. Barlow : « Mathematical Theory of Reliability », Wiley 1965, SIAM 1996 (avec contributions de Larry C. Hunter).
- avec Barlow : Statistical theory of reliability and life testing: probability models, New York: Holt, Rinehart et Winston 1975.
- avec Myles Hollander : The statistical exorcist: dispelling statistics anxiety, Marcel Dekker 1984
- avec Josip Pečarić, YL Tong : Convex functions, partial orderings, and statistical applications, Academic Press 1992